# SN 1991I
SN 1991I – supernowa typu II odkryta 14 lutego 1991 roku w galaktyce A052625-5213. W momencie odkrycia miała maksymalną jasność 18,50m.